# Tadeusz Czekalski
Tadeusz Czekalski (ur. 30 czerwca 1965 w Krakowie) – polski historyk, bałkanista, prof. dr hab. nauk humanistycznych, wykładowca w Instytucie Historii Uniwersytetu Jagiellońskiego. 

## Życiorys
Absolwent studiów historycznych na Wydziale Filozoficzno-Historycznym UJ (1991). Doktorat w 1997 na Wydziale Historycznym UJ (Albania w latach 1920-1924 - aparat państwowy i jego funkcjonowanie; promotor: Andrzej Chwalba). Habilitacja w 2008 (Pogrobowcy wielkiej idei. Przemiany społeczne w Grecji w latach 1923-1940). Kierownik Zakładu Antropologii Historycznej i Teorii Historii Instytutu Historii UJ. Zajmuje się dziejami Bałkanów w okresie XIX - XX wieku i historią społeczną Europy w XIX - XX wieku. Autor 10 książek i ponad 70 artykułów naukowych.
Członek Komisji Bałkanistyki przy Oddziale PAN w Poznaniu i Komisji Środkowoeuropejskiej PAU. Od 2019 członek Rady Dyscypliny Historia na Uniwersytecie Jagiellońskim.

## Wybrane publikacje
- Zarys dziejów chrześcijaństwa albańskiego w latach 1912-1993, Kraków: "Nomos" 1996
- Albania 1920-1939: państwo, gospodarka, kultura, Kraków: "Historia Iagiellonica" 1996.
- Albania w latach 1920-1924: aparat państwowy i jego funkcjonowanie, Katowice: Śląska Agencja Prasowa 1998.
- Albania, Warszawa: Wydawnictwo Trio 2003.
- Grecja, Warszawa: Wydawnictwo Trio 2003.
- Pogrobowcy wielkiej idei: przemiany społeczne w Grecji w latach 1923-1940, Kraków: Towarzystwo Wydawnicze "Historia Iagiellonica" 2007.
- Bułgaria, Warszawa: Wydawnictwo Trio 2010.
- The shining beacon of socialism in Europe: the Albanian state and society in the period of communist dictatorship 1944-1992. Kraków: Jagiellonian University Press, 2013, s. 168, seria: Jagiellonian Studies in History. ISBN 978-83-233-3515-3. (ang.).
- Arsenał Królewski. Kraków: Księgarnia Akademicka, 2018, s. 136, seria: Historia budynków Uniwersytetu Jagiellońskiego. ISBN 978-83-7638-889-2. (pol.).
- Zbrodnia w życiu społecznym Europy XIX wieku. Kraków: Historia Iagiellonica, 2022, s. 159. ISBN 978-83-66304-93-2. (pol.).
- Brzemię tożsamości: kościoły prawosławne na Bałkanach w polityce państw komunistycznych w latach 1944-1990. Kraków: Historia Iagiellonica, 2024, s. 338. ISBN 978-83-67497-53-4. (pol.).

### Jako współautor
- Dzieje Polski. Kalendarium, red. A. Chwalba, Wydawnictwo Literackie 1999
- Obyczaje w Polsce: od średniowiecza do czasów współczesnych, red. A. Chwalba, Wydawnictwo Naukowe PWN 2004
- (współautorzy: Jacek Bonarek, Sławomir Sprawski, Stanisław Turlej), Historia Grecji, Kraków: Wydawnictwo Literackie 2005.
- (współautorzy: Jerzy Hauziński, Jan Leśny), Historia Albanii, wyd. 2 zmien., Wrocław: Zakład Narodowy im. Ossolińskich 2009.